# Limnatis nilotica
Limnatis nilotica là một loài đỉa trong họ Hirudinidae. Chúng là loài hút máu màng nhầy của động vật có vú.

## Mô tả
Limnatis nilotica dài khoảng 10 cm. Chúng có hàm mạnh mẽ và một mút ở cả phía trước và phía sau. Màu sắc chung là màu xanh lá cây đậm và có những đốm màu xanh lục trong các hàng trên mặt lưng và các dải màu vàng cam và xanh lá cây ở hai bên.

## Phân bố và sinh cảnh
Limnatis nilotica có nguồn gốc từ Nam Âu, Bắc Phi và Trung Đông. Chúng sinh sống trong ao tù đọng và hồ cạn.

## Sinh học
Limnatis nilotica xuyên thủng da của con mồi và chúng hút máu bằng hàm tương đối nhỏ, mềm và tròn; có khoảng ba mươi răng phẳng với bề mặt sần sùi trên hàm và nhú nhỏ có thể tiết ra nước bọt. Thay vào đó, chúng xâm nhập vào vật chủ của động vật có vú thông qua một lỗ và hút máu từ màng nhầy bên trong vật chủ, thường là hầu họng. Máu ăn vào có dạng hạt trong tự nhiên, có lẽ vì con đỉa đã cạo các mô khi ăn. Lượng máu tiêu thụ tại một thời điểm nhỏ hơn nhiều so với điển hình của đỉa dược phẩm châu Âu, nhưng L. nilotica có thể giữ nguyên vị trí trong vài tuần, chúng ăn trong khoảng thời gian đó.
Limnatis nilotica được báo cáo định kỳ là ảnh hưởng đến người và gia súc, xâm nhập vào vật chủ qua miệng, mũi và đôi khi qua hốc mắt, niệu đạo hoặc âm đạo. Ở Iran, một con bò mang thai bị suy hô hấp và thiếu máu và được phát hiện có một con đỉa gắn vào bên trong má và lưỡi; Con bò được cho là đã uống nước từ một cái ao địa phương. Trong một trường hợp khác, một con lạc đà ở Iraq có con đỉa bên trong khoang mũi của nó. Đã có báo cáo khác từ Iraq về gia súc, cừu, lừa và chó bị ảnh hưởng. Hai con chó nhỏ ở Iran với các triệu chứng bao gồm chán ăn, thiếu máu, tăng tiết nước bọt, nôn và chảy máu từ miệng, được phát hiện có đỉa dưới lưỡi. Nếu không được điều trị động vật có thể chết, nhưng những con chó này đã hồi phục sau khi những con đỉa được gỡ bỏ.